# Фільварок
Фільва́рок (пол. folwark, від нім. Vorwerk — «хутір, ферма, господарство») — маєток у Польщі, Литві, Україні та Білорусі у XIV—XIX ст. Панський сільськогосподарський хутір, багатогалузеве господарство, орієнтоване на виробництво збіжжя на продаж. За панщини у фільварках використовувалася праця кріпаків, пізніше — наймана.

## Етимологія
Німецьке слово Vorwerk буквально означає «маєток із будівлями; хутір або виселок».

## В Україні
На українських землях фільварок уперше з'явився у Галичині в XV ст. У більшості українських земель, що входили до складу Великого князівства Литовського, фільваркова система господарювання почала запроваджуватися з середини XVI ст. У зв'язку з розвитком внутрішнього й особливо зовнішнього ринку (мануфактурне виробництво західноєвропейських країн потребувало сільськогосподарської сировини) у феодалів виникла потреба організації власного господарства з виробництвом хліба на продаж і переробкою сільськогосподарської продукції. З іншого боку, новосформований шляхетський стан Великого князівства Литовського прагнув економічної стабільності господарства в умовах постійного перебування шляхтичів у військових походах. Згідно з «Уставою на волоки» (1557) спочатку на великокнязівських (державних землях) Великого князівства Литовського було проведено «волочну поміру» і найкращі землі віддано під фільварки. Селяни зобов'язувалися виконувати дводенну панщину на тиждень з однієї волоки землі, що була в їхньому користуванні. У приватних маєтках магнати та шляхта також стали запроваджувати фільварки як найбільш економічно вигідні для їхнього господарства.
Поширенню фільварків сприяло не тільки знеземелення селян, але й наявність великої кількості вільних земель та колонізаційний процес у напрямку на схід і південний схід. Сільськогосподарська продукція у Ф. не лише вироблялась, але і перероблялася й вирушала великими партіями на ринок у вигляді напівфабрикатів.
За Уставою на волоки безпосереднє управління фільварком здійснював «двірник», котрий слідкував за дотриманням визначених для фільваркового господарства вимог щодо його розмірів та способу ведення.
Подекуди вони мали тваринницький характер (вирощування волів на українських землях). Деякі фільварки поширили свою діяльність на сільськогосподарські промисли: (поташ, бортництво, ґуральництво).
У XIX ст. фільварки через неприбутковість, брак модернізації сільськогосподарської техніки і коштів, робочої сили почали занепадати (хоча у Гетьманщині Ф. зникли ще у серед. XVII ст.). На Правобережжі і в Галичині фільварками називалися панські (шляхетські) господарства й угіддя аж до революції 1917 чи ще й між двома світовими війнами в Польщі. В Австро-Угорщині при переписах стан фільварків (нім. Gutsgebiete) обліковувався окремо від стану сільських громад (нім. Gemeiden).
Нагадуванням про фільварки залишилися польські та старі українські географічні назви, як то Folwarki, Folwarki Tylwickie, Folwarki Wielkie; див. Малосілка тощо.
Після жовтневого перевороту в 1917 році й встановлення більшовицької влади, запровадження політики колективізації, колгоспи у селах здебільшого створювалися на основі попередніх садиб-фільварків.